# 3-ميثيل البنتان
3-ميثيل البنتان هو مركب عضوي من الهيدروكربونات صيغته الكيميائية C6H14 وهو أحد مصاواغات الهكسان.

## التحضير
يوجد المركب طبيعياً في النفط؛ كما يمكن تحضيره صناعياً من تفاعل نظامي البوتان مع الإيثيلين عند درجات حرارة تبلغ 400 °س وضغط 200 بار بوجود حفاز مثل خماسي كلوريد الفوسفور.

## الخواص
يوجد المركب في الشروط القياسية على شكل سائل عديم اللون قابل للاشتعال.

## الاستخدامات
يستخدم المركب من ضمن المذيبات العضوية في المختبرات الكيميائية.